# 渋谷桃子
渋谷 桃子（しぶや ももこ、1987年3月15日 - ）は、日本の女性俳優。本名同じ。
神奈川県横浜市出身。

## 略歴
- 1988年 - クレヨンに所属し、芸能界デビュー。
- 1995年 - NHK教育『天才てれびくん』にてれび戦士として出演。卒業時の年齢は最年少。
- 1997年 - ファイブ☆エイトに移籍。
- 2005年 - キューブに移籍[1]。
- 2006年 - 同じ事務所の中里真美、加藤理恵、加藤みづきと女性アイドルグループ「まりもみ」を結成。2007年にCDデビュー。
- 2010年5月 - キューブを退社。
- 2011年 - 芸能界を引退。

## 作品

### 映像作品
- Sweet（2002年）
- スーパーな少女☆58! Vol. 2 大森美希 & 渋谷桃子（2004年）

## 出演

### テレビドラマ
- みにくいアヒルの子（1996年4月16日 - 6月25日、フジテレビ）桜谷奈々江 役
  - 春休みスペシャル（1997年4月1日）
  - 涙の卒業スペシャル（1998年8月31日）
  - 涙の再会スペシャル（2003年4月11日）
- はみだし刑事情熱系 PART1 第21話（1997年3月19日、テレビ朝日）
- ごくせん
  - 第2シリーズ 第9話（2005年3月12日、日本テレビ）女子高生 役
  - 第3シリーズ 第8話（2008年6月7日、日本テレビ）遙香 役
- 花より男子 第8・9話（2005年12月9日・16日、TBS）TOJ出場者の女子高生 役
- マイ☆ボス マイ☆ヒーロー（2006年7月8日 - 9月16日、日本テレビ）坪井未央 役
- 第9回文芸社ドラマスペシャル ペーパー離婚〜娘の結婚VS親の離婚〜（2010年2月7日、テレビ朝日）

### バラエティ
- 天才てれびくん（1995年4月24日 - 1996年3月29日、NHK教育テレビ） - てれび戦士
- ゲーム王国（1996年、テレビ東京）

### その他のテレビ番組
- 婦人百科（NHK教育）
- 上岡龍太郎がズバリ!（1995年、TBSテレビ）
- ティーンズTV インターネット情報局（2000年4月 - 2002年3月、NHK教育）
- NHK高校講座 物理（2005年 - 2009年、NHK教育）
- Do缶（2008年、メ〜テレ）情報ミニ番組ナビゲーター
- NHK高校講座 ベーシック10 シーズン1（2009年4月6日 - 17日、NHK教育）
- NHK高校講座 ベーシック10 シーズン3（2011年4月4日 - 15日、NHK教育）

### オリジナルビデオ
- オタスケガール（2003年） -　高橋康子　役

### インターネットドラマ
- MAKE THE LAST WISH

### 映画
- 学校の怪談4（1999年）麻子 役
- ひまわり（2000年）
- スワンズソング（2002年）
- ピカ☆ンチ LIFE IS HARDだけどHAPPY（2002年）
- チェリーパイ（2006年）川崎めぐみ 役
- 相棒シリーズ 鑑識・米沢守の事件簿（2009年）

### CM
- 雪印乳業 雪印スライスチーズ
- 富士フイルム 写ルンです
- トーホー ママキッチン、コールホン
- 日立製作所 乾燥機、洗濯機
- 丸美屋食品工業 のりたま
- サンヨー食品 サッポロ一番
- イトーヨーカ堂「イトーヨーカドー サマーセール」
- 旭化成ホームズ ヘーベルハウス（1995年）
- 日本マクドナルド（1995年）
- ツクダオリジナル ファーストママ（1995年）
- NTT「FAX」（1995年）
- セガ 怪盗セイント・テール（1995年）
- 花王 モアコンパクト（1995年）
- 花王 つぶ塩エコナ（1995年） - VP
- JR西日本（1996年）
- ハウス食品 バーモントカレー（1996年）
- 明治乳業 ラブ（1996年）
- ハナマルキ
- 日本ハム
- 東武不動産
- 日本ケロッグ オールブラン
- 日本生命保険 ふれ愛家族ナイスケア
- ナショナル住宅産業 パナホーム
- 三菱自動車工業 シャリオグランディス
- アース製薬 イルカのセボン
- 日本ケンタッキー・フライド・チキン
- 上野松坂屋「七五三」
- カシオ計算機 デジタルプリンター

## 書籍

### 写真集
- Oh! Baby（1999年、辰巳出版） - 藤原ひとみ、松田彩香、花澤香菜とのコラボレーション写真集
- Fairy Girls - スーパー少女 58 （2002年、ソフトガレージ）  - ファイブエイト所属者による写真集

### 雑誌
- ピチレモン（学研）モデル